# Louis Baraguey d'Hilliers
Louis Baraguey d'Hilliers, född den 13 augusti 1764 i Paris, död den 6 januari 1813 i Berlin, var en fransk general, far till Achille Baraguey d'Hilliers.
Baraguey d'Hilliers gjorde sig först bemärkt 1793 i franska Rhenarmén, sedan i Italien och vidare under expeditionen till Egypten, då han besatte Malta. Vid återfärden därifrån tillfångatogs han av engelsmännen, men frigavs och tjänade sedan åter i Rhenarmén 1797, vilket år han utnämndes till divisionsgeneral. Med utmärkelse deltog han som kavalleribefälhavare under Napoleon I i fälttågen 1805, 1808, 1809 och 1812, då han från Spanien förflyttades till stora armén mot Ryssland. Under återtåget från Moskva avskars en av honom förd truppavdelning från huvudarmén, vilket ådrog honom kejsarens onåd och föranledde hans förflyttande till Berlin som guvernör. Han dog där följande år, enligt uppgift av sorg över sin onåd.